# Балка Солона (притока Мертвоводу)
Балка Солона — балка (річка) в Україні у Братському районі Миколаївської області. Права притока річки Мертвоводу (басейн Південного Бугу).

## Опис
Довжина балки приблизно 10,09 км, найкоротша відстань між витоком і гирлом — 9,14 км, коефіцієнт звивистості річки — 1,10 . Формується декількома струмками та загатами. На деяких ділянках балка пересихає.

## Розташування
Бере початок на південно-східній стороні від села Полянка. Тече переважно на південний схід через урочище Красний Яр та село Миколаївку і на північно-східній стороні від села Петропавлівки впадає в річку Мертвоводу, ліву притоку річки Південного Бугу.

## Цікаві факти
- У селі Миколаївка балку перетинає автошлях Т 1511[3].
- У XX столітті на балці існували водокачка, птице-тваринна ферма (ПТФ) та декілька газових свердловин[2], а у XIX столітті — декілька скотних дворів[1].